# Варнавинський ВТТ
Варнавинський ВТТ — підрозділ системи виправно-трудових установ СРСР.
Організований 28.02.49 ;

закритий 29.04.53.

## Підпорядкування і дислокація
- Головгідробуд МВС з 28.02.49;
- ГГВДС з 05.11.49;
- Головгідроволгобалтбуд з 03.07.52;
- ГУЛАГ МЮ з 02.04.53.

Дислокація: Горьковська область, м. Варнавино з 28.02.49;

ст. Ветлузька Горьківської залізниці на 10.02.50 та 27.02.53.

## Виконувані роботи
- лісозаготівлі для потреб Волгодонстроя, пізніше — для потреб будівництва Волго-Балтійського водного шляху ,
- сплавні, будівельні та вантажно-розвантажувальні роботи.

## Чисельність з/к
- 12.49 — 5171,
- 01.01.50 — 5148,
- 01.01.51 — 6095,
- 01.01.52 — 6264,
- 01.01.53 — 4841,
- 06.53 — 1963